# アジアの地理
アジア（英: Asia）はユーラシアの東部と中部であり、この地域にはおよそ50カ国が存在する。この地域の面積は大陸のほかに島嶼部も含めるとおよそ49,694,700km2である。アジアはスエズ地峡（エジプト）でアフリカと接し、ウラル山脈付近を境界にヨーロッパと接する。

## アジアの定義と境界

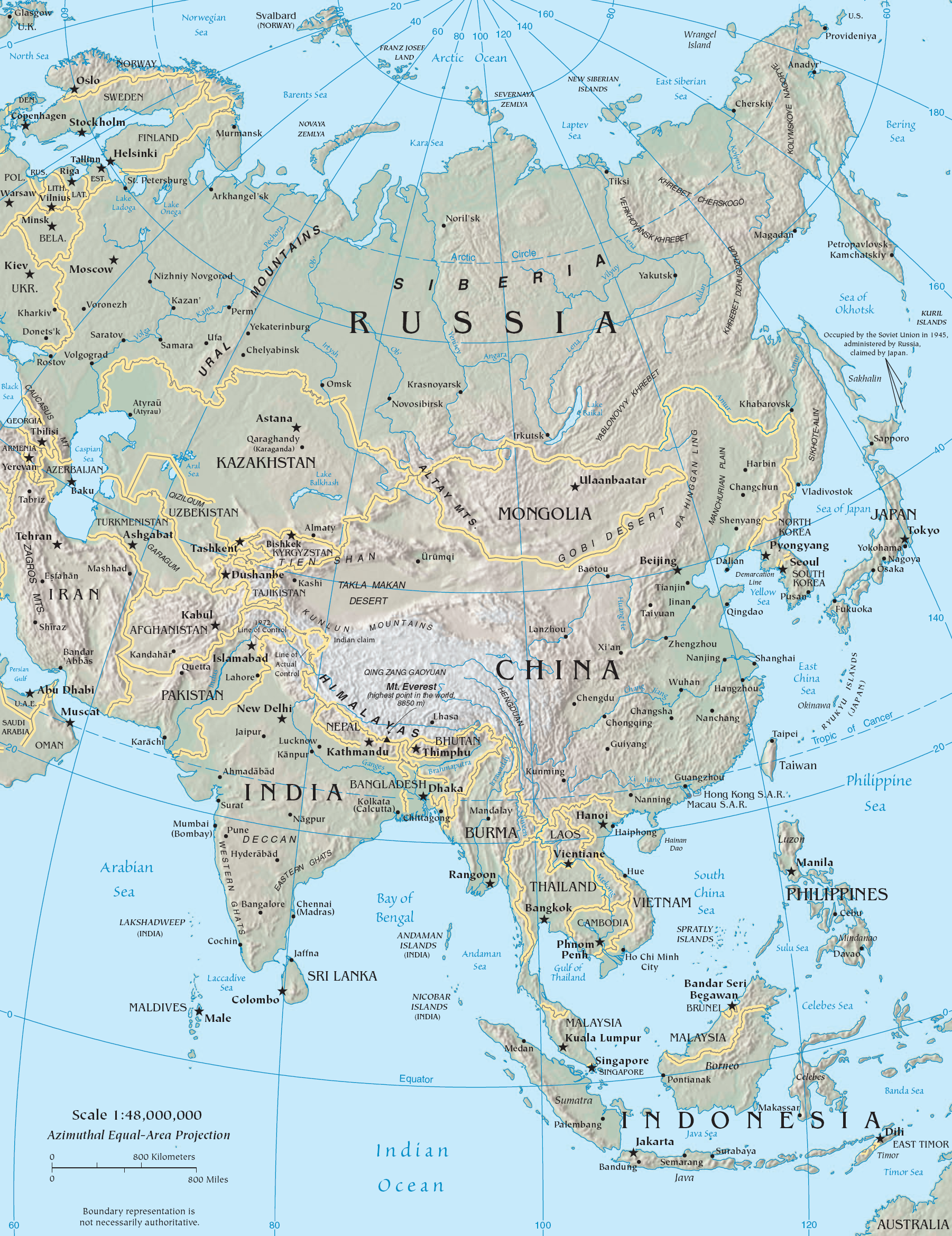
アジアの国々

中世ヨーロッパ人はアジアがヨーロッパとは別の独立した大陸であると考えていた。ヨーロッパ人が抱いた旧世界の3大陸という概念の起源は、古代中近東に遡ることができる。アジアとアフリカはスエズ地峡と紅海を境に区分される。アジアとヨーロッパの境界は、ダーダネルス海峡、マルマラ海、ボスポラス海峡、黒海、コーカサス山脈、カスピ海、ウラル川からその水源地帯、ウラル山脈からロシア・カラ近郊のカラ海であると考えられてきた。しかしアジアとアフリカの研究が進むとこの定義はやや時代遅れとなり、ことにアジアは現代の地球科学に基づく分類を適用すると南アジアや東アジアなど複数の亜大陸に細分化しうる。
地質学者や地球科学系の地理学者はもはやアジアとヨーロッパを別個の大陸とみなしてはいない。地質学的陸地（自然地理学）とテクトニックプレート（地質学）のそれぞれの視点からこのアジアとヨーロッパという概念を定義することができる。前者の視点では、ヨーロッパはユーラシアまたはアフリカ=ユーラシア大陸の西側に突き出した半島である。後者の視点では、ヨーロッパとアジアはユーラシアプレートの一部であり、そこからアラビアプレートやインドプレートは除外する。
人文地理学においては2つの考え方が存在する。そのひとつは歴史上長く続いた分類に従ってヨーロッパとアジアを別の大陸として扱い、アジアを東アジア（オリエントまたは東洋）、南アジア（英領インド）、中東（アラビアとペルシア）に分類して研究する。別の学派では『大陸』（continent）という語をヨーロッパに適用して地理学用語として扱い、『地域』（region）という語をアジアの地理を記述する際に用いる。言語学的観点では『大陸』（continent）という語が意味するのはそれ自体が独立した広大な陸地（周囲をぐるりと海に囲まれた広大な陸地）であるため、混乱を避ける目的で『大陸』から『地域』への言い換えが徐々に一般化している。
『Asian』（アジア人）や『Asia』（アジア）という語をめぐる解釈でヨーロッパ諸言語には混乱が生じている。その理由はこのカテゴリー内の事物の均一性が担保されていないからで、具体的には『Asian』という語を『Asia』という語で定義される地域のすべての人間を対象にせずAsiaの『特定の地域』出身の人間集団という意味で使うことが多いからである。たとえばアメリカ英語でAsianといえば東アジア出身者の意味だが、イギリス英語でAsianといえば南アジア出身者を指すので混乱が生じる。ときには『アジア』が何であるのかはっきりしない場合さえある。定義の仕方によってはトルコや中東、ロシアが除外されることもある。この語はまたアジア太平洋一帯をさすこともあり、この場合は中東・ロシアは除外されてオーストララシアまたはオセアニアに分類されるとみられる太平洋の島嶼が含まれる。アジアはインド亜大陸・アラビア亜大陸・シベリアの北アメリカプレートの一部をも含む。また『アジア』という概念が大多数のアジア人とは無縁の地域で形成されたものであることは当のアジアではあまり関心を呼ばないらしい。
詳細はen:Transcontinental nation#Countries in both Asia and Europeを参照。
関連項目
- en:Copenhagen criteria#Geographic_criteria for the definition of Europe
- en:Orientalism

## 地理的特徴
この大陸の平均海抜は950mであり、世界で最も高い。高原と山岳地帯がアジアを南東=北西方向に横断し、チベット高原で陸地は最も高く盛り上がりここから世界最高峰群が連なるヒマラヤ山脈が立ち上がる。北西には平野が広がり、南には地理学的には異質であるアラビア半島、インド亜大陸、マレー半島が横たわる。大陸の南東にはたくさんの島が散在する。

## 島嶼
大陸本土のほかにアジアにはたくさんの島があり、その中には面積では世界最大級のボルネオ島やスマトラ島、また大人口を抱えるジャワ島や日本の本州がある。
そのほか有名な島としては、インドネシアのバリ島・マドゥラ島・スラウェシ島、日本の北海道・四国・九州・沖縄島、インドのアンダマン諸島・ニコバル諸島、フィリピンのルソン島・ビサヤ諸島・ミンダナオ島、タイのパンガン島・サムイ島のほか、スリランカ島、シンガポール島、モルディブ諸島、香港島、サハリン島がある。
アジア諸国のうち、インドネシア・ブルネイ・東チモール・シンガポール・日本・フィリピン・台湾・スリランカ・モルディブ・キプロスは大陸に領土を持たない島嶼国家である。
アジアの島については、アジアの島一覧を参照。

## アジアの極点
- 最北地点—ロシアのセヴェルナヤ・ゼムリャ諸島、コムソモレツ島の北極岬（北緯81度13分）
- 最南地点—インドネシアのパマナ島 [1]1
- 最西地点—トルコのババ岬（東経26度4分）2
- 最東地点—ロシアの大ダイオミード島（西経169度0分）3

アジア大陸の極点
- 最北地点：ロシアのチェリュスキン岬（北緯77度43分）
- 最南地点：マレーシアのピアイ岬（北緯1度15分）
- 最西地点：トルコのババ岬（東経26度4分）
- 最東地点：ロシアのデジニョフ岬（東岬）（西経169度40分）

1ココス (キーリング) 諸島をアジアとすると、South Islandが最南（南緯12度4分）。
2エーゲ海や地中海のトルコ領の島をヨーロッパとみなす。
3日付変更線による。

## 地理的区分

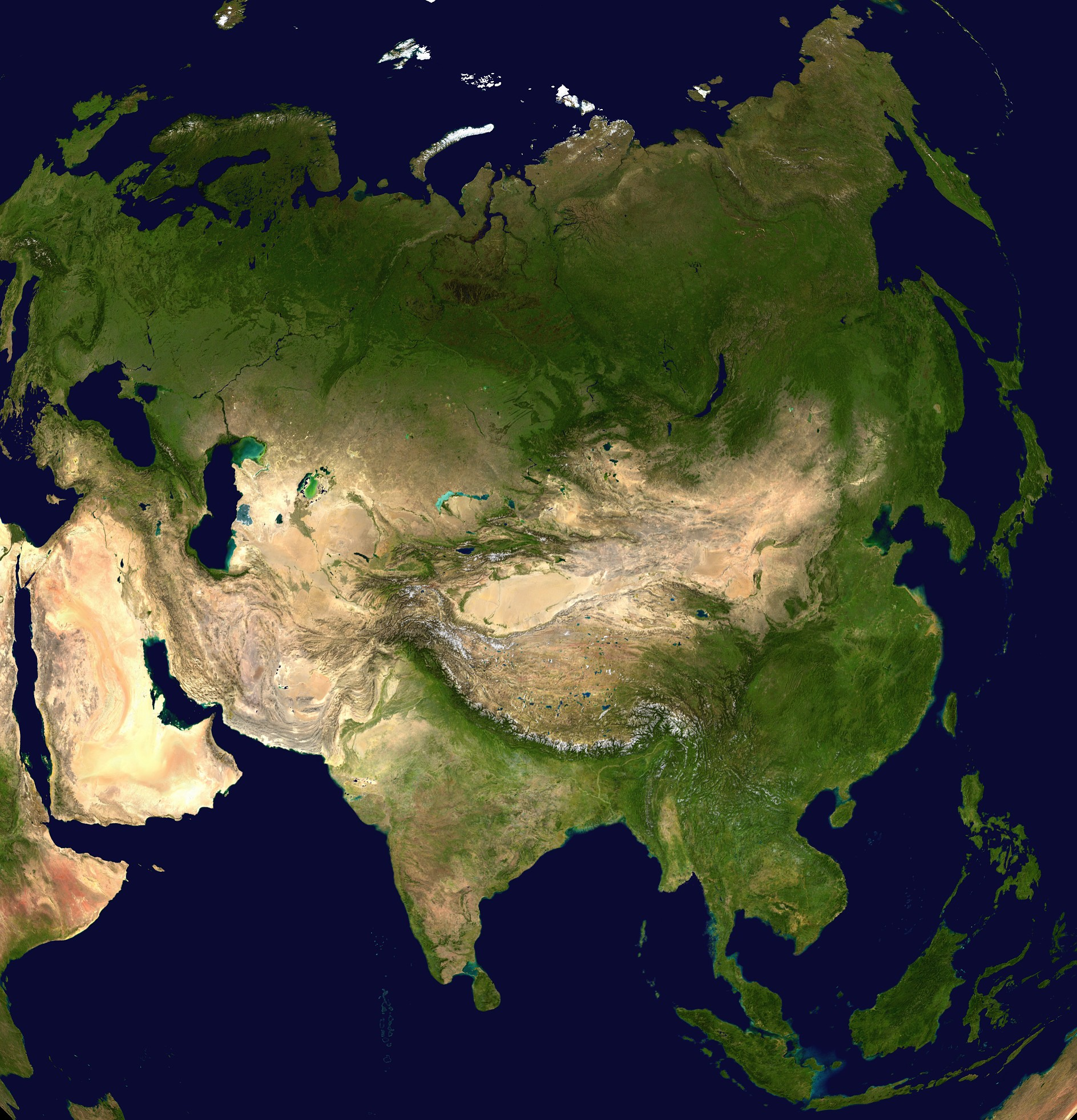
衛星写真でみるアジア

すでに述べたようにアジアはユーラシアの一地域である。これ以下の分類については北ユーラシアと中央ユーラシアを参照。
アジア数カ国の領土はアジア以外の地域にもまたがる。アジアとヨーロッパ、アジアとアフリカ、アジアとオセアニアにまたがる国についてはen:Bicontinental countryを参照。
これまでアジアは次の各地域に小分類されてきた。
- 中央アジア
- 東アジア
- 極東
- 北アジア
- 南アジア（またはインド亜大陸）
- 東南アジア
- 西南アジア（または中東、あるいは西アジア）

### 中央アジア
この語の使用についてはまだ十分な合意が成立していない。通常中央アジアに含まれるのは次の各国である。
- 中央アジアの共和国群。具体的には、カザフスタン（ヨーロッパ側の一部領土を除く）、ウズベキスタン、タジキスタン、トルクメニスタン、キルギスタン。
- アフガニスタン、モンゴル、イラン、および中華人民共和国の西部を含むこともある。
- 旧ソビエト連邦のコーカサス地方の諸国。

中央アジアは目下地政学的に注目されているが、その理由は1)石油パイプラインをめぐる国際紛争、2)ナゴルノカラバフ問題、3)チェチェン問題、4)アメリカ軍・イギリス軍のアフガニスタン駐留問題である。

### 東アジア
この地域に含まれるのは以下の諸国である。
- 日本
- 中華人民共和国
- 中華民国（台湾）
- 大韓民国
- 朝鮮民主主義人民共和国
- モンゴル

### 北アジア
地理学者がこの語を用いることはめったにないが、シベリアと呼ばれるロシア連邦のアジア側の地域を指す。カザフスタンやモンゴルなどの北部を含むこともある。ときには政治的な意味合いではなく『北ユーラシア』という呼び方で旧ソビエト連邦全域を指すことがある。

### 南アジア
南アジアはインド亜大陸をも指す。ここに属するのは次のとおり。
- インド連邦のヒマラヤ諸州、パキスタン、ネパール、ブータン、バングラデシュ。
- インド洋上国のスリランカ、モルジブ。およびインド領アンダマン諸島、ニコバル諸島、ラクシャドウィープ。
- インド半島（デカン高原とも）。
- 国連ではイランもここに分類する。
- アフガニスタンを含むこともある。

### 東南アジア
この地域にはマレー半島、インドシナ諸国、インド洋上の島嶼、太平洋上の島嶼が含まれるが、具体的には以下のとおり。
- 東南アジアの大陸側には、ミャンマー、タイ、ラオス、カンボジア、ベトナム。
- 東南アジアの海洋国としては、マレーシア、ブルネイ、フィリピン、シンガポール、インドネシア（インドネシアの一部諸島はオセアニア側のメラネシア地方にまたがる）。東チモール（これもメラネシアの一部）を含むこともある。

マレーシアは南シナ海により東西に分断され、大陸と島に領土がまたがる。

### 西南アジア（または中東、あるいは西アジア）
欧米では中東という呼び方をすることが多い。ただし中東という場合は解釈の仕方により北アフリカの数カ国を含むことがある。西南アジアに含まれるのは次のとおり。
- トルコのアジア側であるアナトリア（小アジア）地方。
- 地中海に浮かぶキプロス。
- レバントまたは近東、具体的にはシリア、イスラエル、ヨルダン、レバノン、イラク、アジア側の エジプト（スエズ地峡より東）。
- アラビア半島の、サウジアラビア、アラブ首長国連邦、バーレーン、カタール、オマーン、イエメン、クウェート。
- コーカサス地方（ヨーロッパとアジアにまたがる）、別名ザカフカス（トランスコーカシア）、異論はあるがここにはロシアの一部のほかグルジア、アルメニア、アゼルバイジャンの一部もしくは全域が入る。

湾岸諸国も参照。

### 国と地域の一覧
| 名称および 国旗  | 面積 (km²)   | 人口 （2002年7月1日現在推定） | 人口密度 (per km²) | 首都                 |
| ---------------- | ------------ | ----------------------------- | ------------------ | -------------------- |
| 東アジア:        |              |                               |                    |                      |
| 中国             | 9,584,492    | 1,284,303,705                 | 134.0              | 北京                 |
| 香港（中国）     | 1,092        | 7,303,334                     | 6,688.0            | —                    |
| 日本             | 377,835      | 126,974,628                   | 336.1              | 東京                 |
| マカオ（中国）   | 25           | 461,833                       | 18,473.3           | —                    |
| モンゴル         | 1,565,000    | 2,694,432                     | 1.7                | ウランバートル       |
| 北朝鮮           | 120,540      | 22,224,195                    | 184.4              | 平壌                 |
| 韓国             | 98,480       | 48,324,000                    | 490.7              | ソウル               |
| 中華民国（台湾） | 35,980       | 22,548,009                    | 626.7              | 台北                 |
| 東南アジア:      |              |                               |                    |                      |
| ブルネイ         | 5,770        | 350,898                       | 60.8               | バンダルスリブガワン |
| カンボジア       | 181,040      | 12,775,324                    | 70.6               | プノンペン           |
| インドネシア     | 1,919,440    | 231,328,092                   | 120.5              | ジャカルタ           |
| ラオス           | 236,800      | 5,777,180                     | 24.4               | ビエンチャン         |
| マレーシア       | 329,750      | 22,662,365                    | 68.7               | クアラルンプール     |
| ミャンマー       | 678,500      | 42,238,224                    | 62.3               | ヤンゴン             |
| フィリピン       | 300,000      | 84,525,639                    | 281.8              | マニラ               |
| シンガポール     | 693          | 4,452,732                     | 6,425.3            | シンガポール         |
| タイ             | 514,000      | 62,354,402                    | 121.3              | バンコク             |
| 東ティモール     | 15,007       | 952,618                       | 63.5               | ディリ               |
| ベトナム         | 329,560      | 81,098,416                    | 246.1              | ハノイ               |
| 南アジア:        |              |                               |                    |                      |
| バングラデシュ   | 144,000      | 133,376,684                   | 926.2              | ダッカ               |
| インド           | 3,064,898    | 1,045,845,226                 | 341.2              | ニューデリー         |
| モルジブ         | 300          | 320,165                       | 1,067.2            | マレ                 |
| ネパール         | 140,800      | 25,873,917                    | 183.8              | カトマンズ           |
| パキスタン       | 803,940      | 147,663,429                   | 183.7              | イスラマバード       |
| スリランカ       | 65,610       | 19,576,783                    | 298.4              | コロンボ             |
| イラン           | 1,648,195 km | 70,472,846                    | 42                 | テヘラン             |